# Analiza zdalna
Analiza zdalna zwana teleanalizą to analiza chemiczna badanych obiektów dokonywana na odległość - bez sprowadzania obiektów do laboratorium. Stosowana jest przede wszystkim do badania obiektów, których w normalnych warunkach laboratoryjnych nie można przebadać, m.in. do badania składu atmosfery, badania ciał niebieskich.
Do najczęściej stosowanych teleanaliz zaliczana jest analiza widmowa.